# Iskrownik
Iskrownik – urządzenie do generowania iskier elektrycznych (np. do zapłonu w silnikach).
Iskrownik elektromagnetyczny składa się z jednej lub kilku cewek oraz przerywacza i kondensatora. Prąd płynący w cewce wytwarza pole magnetyczne. Przerwanie przepływu prądu powoduje zanik pola magnetycznego, który to wywołuje siłę elektromotoryczną indukcji, co daje impuls wysokiego napięcia.
Przerywacz może być sterowany zewnętrznym urządzeniem, np. krzywką, albo polem magnetycznym cewki (Cewka Ruhmkorffa). W nowszych rozwiązaniach zamiast przerywacza młoteczkowego stosuje się wyłącznik elektroniczny.
Iskrownik piezoelektryczny wykorzystuje element wykonany z piezoelektryka, na którym wysokie napięcie powstaje pod wpływem naprężenia udarowego.